# Can Sala (Sant Fruitós de Bages)
Can Sala és una masia a Sant Fruitós de Bages. Casal de planta rectangular, amb coberta a dues vessants i carener perpendicular a la façana, aquest edifici té dues parts ben diferenciades: un cos posterior, que era la part de la masia destinada a l'habitatge i que abasta la meitat de l'edifici, i el cos anterior, de dimensions similars.
A aquest darrer, es poden observar dos cossos allargassats que estan adossats a cada banda de la façana perpendicularment, deixant un espai per un pati central. Ambdós mòduls presenten galeries d'arc rebaixat a tots els murs que donen a migdia. D'aquesta manera, la part construïda, té una perfecta forma d'"U". El conjunt queda tancat per un portal. Part de les obertures de la casa -les del pis superior- han estat reconvertides en balcons.
El mas es consolidà al segle xviii, com molts altres de la contrada, amb els beneficis del conreu de la vinya. L'estructura de l'actual respon a una remodelació del mas que es feu al segle xix. Les àmplies galeries denoten la importància de l'activitat agrària del mas. Dins el recinte de finca però a 300 m. del mas, s'hi troba un pavelló d'esplai. Les formes actuals d'aquesta construcció són conseqüència de l'intent de fer unificar les alçades de l'edifici semblant, les noves construccions, un recreixement dels murs.